# Scy-Chazelles
Scy-Chazelles (Duits: Sigach) is een gemeente in het Franse departement Moselle (regio Grand Est). Scy-Chazelles telde op 1 januari 2022 2.665 inwoners.

## Geschiedenis
De gemeente maakte deel uit van het kanton Woippy in het arrondissement Metz-Campagne tot beide op 22 maart 2015 werden opgeheven. De gemeente werd opgenomen in het kanton Montigny-lès-Metz, dat onderdeel werd van het arrondissement Metz.

## Geografie
De oppervlakte van Scy-Chazelles bedroeg op 1 januari 2022 4,52 vierkante kilometer; de bevolkingsdichtheid was toen 589,6 inwoners per km².

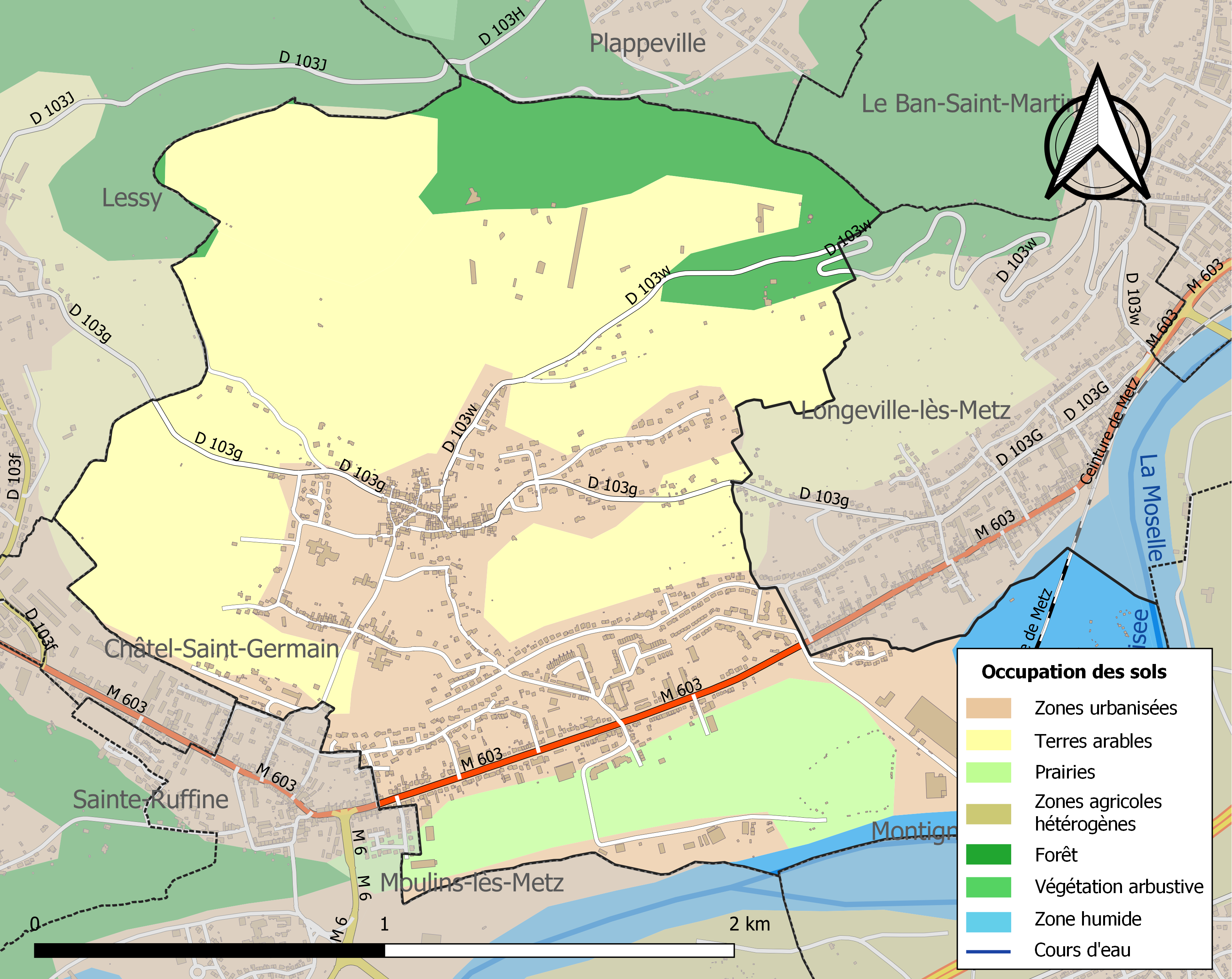
Kaart van de gemeente met de belangrijkste infrastructuur, bodemgebruik en omliggende gemeenten

## Bekende inwoners
- Pierre-Dominique Bazaine
- Robert Schuman

## Demografie
Onderstaande figuur toont het verloop van het inwonertal (bron: INSEE-tellingen).